# Арон Йоуганнссон
Арон Йоуганнссон (англ. Aron Jóhannsson, нар. 10 листопада 1990, Мобіл) — ісландський та американський футболіст, нападник польського клубу «Лех».

## Клубна кар'єра
Народився 1990 року в американському місті Мобіл (Алабама) в родині ісландців, які, коли Арону було три роки, повернулися з ним на батьківщину. Займався футболом в Ісландії.
У дорослому футболі дебютував 2008 року виступами за команду клубу «Фйолнір», в якій провів два сезони, взявши участь у 37 матчах чемпіонату. У складі «Фйолніра» був одним з головних бомбардирів команди, маючи середню результативність на рівні 0,35 голу за гру першості.
Своєю грою за цю команду привернув увагу представників тренерського штабу данського «Орхуса», до складу якого приєднався 2010 року. Відіграв за команду з Орхуса наступні три сезони своєї ігрової кар'єри. Більшість часу, проведеного у складі «Орхуса», був основним гравцем атакувальної ланки команди. В новому клубі був серед найкращих голеодорів, відзначаючись забитим голом в середньому щонайменше у кожній третій грі чемпіонату.
До складу клубу АЗ приєднався 2013 року.

## Виступи за збірні
Протягом 2011–2012 років залучався до складу молодіжної збірної Ісландії. На молодіжному рівні зіграв у 10 офіційних матчах, забив 1 гол.
Маючи подвійне громадянство Ісландії і США, 2013 року прийняв пропозицію на рівні національних збірних грати за Сполучені Штати і дебютував в офіційних матчах у складі збірної США. Наразі провів у формі головної команди країни 19 матчів, забивши 4 голи.
У травні 2014 року включений головним тренером збірної США Юргеном Клінсманном до заявки національної команди для участі у чемпіонаті світу 2014.

## Титули і досягнення
- Володар Кубка Нідерландів (1):

АЗ: 2012-13
- Володар Кубка ісландської ліги (2):

«Валюр»: 2023, 2025